# Steve Pickell
Steve Pickell (n. 11 august 1957, Vancouver, British Columbia, Canada) este un înotător ce a reprezentat Canada, medaliat olimpic. A participat la o ediție a Jocurilor Olimpice (1976) în care a câștigat o medalie de argint.

## Participări
Lista de mai jos prezintă principalele competiții la care a participat Steve Pickell de-a lungul carierei.
- Jocurile Olimpice de vară din 1976